# Bhadrakali (film)
Bhadrakali je indijski film iz 1976. godine. Film je režirao A. C. Tirulokchandar, koji je poznat i kao producent filma.
Ovaj je film psihološka drama — glavni je lik žena zvana Gayathri, pripadnica kaste brahmina s duševnim poteškoćama.
Film je nazvan po božanstvu koje oslobađa poklonike od zla.

## Uloge
- Sivakumar — Ganesh
- Rani Chandra — Gayathri
- Major Sundarrajan
- Rajasekaran
- Thengai Srinivasan
- Manorama — Parameshwari
- Bhavani — Jayanthi
- Sukumari
- S. R. Sivakami[1]